# Lyslængderegulering
Med lyslængderegulering eller lysvidderegulering forstås en anordning, som tilpasser lyskeglen på et køretøjs forlygter til køretøjets hældningsvinkel. Formålet er at give føreren optimal belysning af vejbanen foran køretøjet, uden at blænde foran- eller modkørende trafikanter. Modstykket til sidelæns tilpasning hedder kurvelys.

## Årsager
En ændring af lyskeglens hældning kan have flere forskellige årsager:
- Alle siddepladser besat, især bagsædet
- Belæsning af bagagerummet
- Kørsel med anhænger
- Brug af et nødhjul
- Rystende bevægelser ved opbremsning eller acceleration
- Ændringer i vejforløbet
- Næsten tom tank (fører til forkortelse af lyskeglen, da køretøjet bliver lettere bagtil (ved bagmonteret tank) eller forlængelse af lyskeglen (ved frontmonteret tank))

## Udførelser
Manuelle systemer betjenes af føreren og tjener til at ændre hældningsvinklen på grund af f.eks. belæsning. Hvilke indstillinger der er mulige, står i køretøjets instruktionsbog. Mulige udførelser er:
- En mekanisk omskifter som betjenes direkte på forlygterne, og kræver at motorhjelmen åbnes og er som oftest totrins.
- En elektromekanisk eller med undertryk betjent kontakt som tillader indstilling under kørslen, enten trinløst eller i trin på instrumentbrættet.

Automatiske systemer hjælper føreren, og kræver ingen manuel betjening. Der findes to forskellige udførelser:
- En automatisk-statisk, som regulerer hældningsvinklen i store tidsafstande.
- En automatisk-dynamisk, som hovedsageligt udligner dynamiske forandringer i hældningsvinklen, som optræder ved opbremsning eller acceleration. Sådanne systemer reagerer typisk i 300 ms, og tilbyder føreren og andre trafikanter den højest mulige komfort.

## Detaljer om automatisk lyslængderegulering
I dag almindelige systemer består af en sensor på for- og bagakslen, som måler de relative bevægelser mellem undervogn og karrosseri. Signalerne herfra benyttes i en styrecomputer sammen med bilens hastighedssignal, for at generere de nødvendige styresignaler til forlygternes justeringsmotorer. Dynamiske systemer bruger mere kompleks algoritme eller hurtigere styreenheder samt kraftigere justeringsmotorer, som regel step-motorer.
Der findes også systemer, som er baseret på gyrosensorer eller et kamera med efterfølgende billedforarbejdning.
En ligeledes i køretøjet installeret niveauregulering af affjedringen (f.eks. hydropneumatik eller luftaffjedring) kan ikke erstatte lyslængdereguleringen fuldstændigt, da disse systemers nøjagtighed er forskellig. Det skal derudover bemærkes, at disse i grunden konkurrerende reguleringssystemer fejlfrit kan supplere hinanden.

## Motorvejslys
I dag forsyner enkelte fabrikanter den automatiske lyslængderegulering med en ekstra funktion, kaldet "motorvejslys", "adaptive dobbeltdistance-xenonforlygter", "AFS 2", "AFL Plus" eller "Tri-Xenon". Derved varieres (xenon)forlygternes lyslængde alt efter kørehastigheden under tilbageblik på styreudslaget samt tilbagemelding fra regnsensoren. Sådanne forlygter findes på biler fra f.eks. Audi, BMW, Mercedes-Benz, Opel, Saab og Škoda, og produceres af f.eks. Hella. Motorvejslyset kan realiseres ved at hæve forlygterne eller ved at anbringe en ekstra blænde mellem lygte og linse. Samtidig kan brændespændingen øges.
Bilfabrikanterne kan kontrollere lysfordelingen i motorvejsmodus ved stilstand med et diagnoseprogram. I rammerne af et syn står sådanne fabrikantspecifikke diagnoseprogrammer dog ikke til rådighed.
Det i dette afsnit beskrevne motorvejslys skal ikke forveksles med den automatiske tilkobling af nærlyset ved høje hastigheder, som af f.eks. Volkswagen ligeledes kaldes "motorvejslys".

## Lovbestemmelser
Som følge af bilens forskellige hældning ved forskellige belæsningstilstande har det siden 1. januar 1990 været et krav på alle nye biler i Tyskland, at der er installeret mindst en manuel lyslængderegulering. Dette er nødvendigt ved belæsning op til det maksimalt tilladte akseltryk eller den tilladte totalvægt, alt efter hvad der indtræder først.
Ved særligt "hårde" undervogne eller biler med hydraktive undervogne samt biler med lav tilladt totalvægt kan testen sågar vise, at bilen ikke behøver nogen anordning til lyslængderegulering. Alle andre biler skal have mindst en manuel anordning, som kan betjenes fra førerpladsen og som indstiller begge forlygterne parallelt.
Hvis lysstyrken fra en forlygte overstiger 2000 lumen, er en automatisk lyslængderegulering påkrævet. I øjeblikket overskrides denne grænseværdi kun af xenonlygter.
Enkeltheder er beskrevet i ECE-reglementet ECE-R48.

## Problemer
På køretøjer med manuel lyslængderegulering har selv en pligtbevidst fører det problem, at det ikke altid er muligt at kende den aktuelle belæsningstilstand. I praksis beagtes lyslængdereguleringen ikke (ret meget), og køretøjer som hælder opad på grund af last fører regelmæssigt til blænding af foran- eller modkørende. I modsætning dertil er blændvirkningen, som tilskrives xenonlys, oftest forårsaget af udsving i den automatiske lyslængderegulering.